# Julius Shiskin
Julius Shiskin, född 13 oktober 1912 i New York, död 28 oktober 1978, var en amerikansk ekonom. Han är känd för att ha bidragit till upprättandet av regler för ekonomisk statistik. Hans inofficiella tumregeldefinition från 1974 av en recession betraktas av många som den officiella definitionen.
Han skrev två böcker och ett flertal artiklar inom statistik, och tjänstgjorde som den nionde amerikanska kommissionären för Bureau of Labor Statistics från 1973 till sin död.